# Павлова, Дора Георгиевна
До́ра Гео́ргиевна Па́влова (настоящая фамилия — Гиле́вич; 13 ноября 1925, Москва — 1986) — русская советская писательница, автор романа «Совесть» (1962).

## Биография
Родилась в Москве. В 1949 году окончила Московское высшее техническое училище имени Н. Э. Баумана. Работала инженером. В 1963 году опубликовала свой первый роман «Совесть» о событиях в проектном институте накануне XX съезд КПСС, на котором был осуждён культ личности Сталина. На основе романа Владимиром Токаревым была написана пьеса, спектакль по которой был поставлен Игорем Владимировым в театре Ленсовета в 1964 году. В 1965 году снят одноимённый фильм по сценарию Будимира Метальникова. Печаталась в журнале «Коммунист».

## Произведения

### Романы
- Совесть (1962)[6].
- Частный случай (1967)[7]

### Пьесы
- Частный случай (1968, совместно с В. Н. Токаревым)[8]
- Совесть (1973, совместно с В. Н. Токаревым)[9]